# U937
Las células U937 son un modelo de línea celular usado en investigación biomédica. Fueron aisladas de un linfoma de histiocitos de un paciente varón de 37 años y son usadas para estudiar el comportamiento y la diferenciación de monocitos. Las células U937 maduran y se diferencian en respuesta a un número de estímulos solubles, adoptando la morfología y características de macrófagos.
Las U937 son células de linaje mieloide y así secretar un gran número de citocinas y quimiocinas tanto constitutivamente (por ejemplo, IL-1 y GM-CSF) o en respuesta a estímulos solubles. El TNFα y el GM-CSF recombinante promueven independientemente la producción de IL-10 en células U937.
 El IFNγ incrementa la expresión de receptores de quimiocinas (CCR1, CCR3 y CCR5) así como los receptores nucleares para melatonina. El tratamiento con IFNγ aumenta la producción de IL-8 mediada por trombina y se requiere para la producción inducida por melatonina de IL-6.
Las U937 pueden crecer en DMEM o en medio 1640 más 10% de suero bovino fetal. 
La atromentina induce apoptosis en células de leucemia humana U937. También el TNF tiene efectos apoptóticos sobre las U937 si es combinado con cicloheximida.
Los alelos de HLA presentes en células U937 son HLA-A*03:01, A*31:01, B*18:01, B*51:01, Cw*01:02 y Cw*07:02.